# Акершотт, Рихард
Рихард Акершотт (нем. Richard Ackerschott; 10 декабря 1921, Бремен — 31 марта 2002, Бремен) — немецкий футболист, защитник, а также футбольный тренер.

## Карьера игрока
Всю свою футбольную карьеру Рихард Акершотт провёл в бременском «Вердере». В период с 1945 года до момента образования Бундеслиги он являлся основным центральным защитником команды, и провёл более 300 матчей за клуб в северной Оберлиге. Наряду с Арнольдом Шюрцем, Хорст-Дитером Хёттгесом, Дитером Айльтсом, Дитером Бурденски, Марко Боде и Франком Бауманом является одним из почётных капитанов команды.
Акершотт присоединился к команде в 1942 году, поскольку проходил службу во вспомогательных частях ПВО Люфтваффе в Бремене. Но первый профессиональный контракт он смог подписать лишь 29 июля 1952 года, а в 1958 году завершил карьеру.

## Карьера тренера
В 1968 и 1969 году Акершотт провёл несколько матчей в роли главного тренера «Вердера», замещая отсутствовавшего по болезни Фрица Лангнера в 10, 12 и 13 туре Бундеслиги. В 34-м туре он снова оказался у руля команды, поскольку Лангнер отправился на переговоры с «Мюнхеном 1860».